# Давайте потанцуем (фильм, 2004)
«Давайте потанцуем» (англ. Shall We Dance?, нем. Darf ich bitten?) — романтическая комедия режиссёра Питера Челсома с Ричардом Гиром, Дженнифер Лопес и Сьюзен Сарандон в главных ролях.
Ремейк оригинального одноименного японского фильма «Давайте потанцуем?» 1996 года c Кодзи Якусе в роли господина Сугиямы.

## Сюжет
Юрист-трудоголик из Чикаго Джон Кларк (Ричард Гир), утомленный рутиной повседневной жизни, по дороге домой, из вагона метро, случайно замечает симпатичную преподавательницу танцев, и решает начать брать у неё уроки. Его преподаватель Полина (Джениффер Лопес) сразу даёт понять, что студия бальных танцев – не место, где можно найти женщину для романтической связи. Поначалу у Джона ничего не получается, но постепенно он начинает чувствовать вкус к занятиям. Вскоре удовольствие от танцев приходит в его жизнь, и он понимает, что именно танцы могут быть ключом к его спасению. Опыт набирается от занятия к занятию, и в итоге Джона записывают участником на чемпионат по бальным танцам.
Джон скрывает от семьи, чем он занимается по вечерам и его супруга подозревает неладное. Она нанимает частного детектива и узнаёт правду. Беверли (Сьюзен Сарандон) решает оставить мужа в покое, хотя на душе у неё неспокойно оттого, что муж хранил увлечение в тайне. Вместе с дочерью Дженной, Беверли Кларк приходит на соревнования. Джон и его партнерша Бобби выступают в программе европейских танцев. Отвлеченный криком дочери с трибун Джон не удерживает равновесия и падает. Пара дисквалифицирована и разочарованный Джон покидает танцпол. Он бросает занятия и изо всех сил доказывает Беверли, что любит только её. Она предлагает начать танцевать ей самой, но Джон отказывается.
Полина закрывает свой курс, так как собирается продолжить карьеру профессионального танцора в Европе. На прощальную вечеринку она приглашает Джона, но тот отказывается. В последний момент он соглашается и навещает своего бывшего преподавателя. Полина выбирает именно Джона для своего последнего танца. В заключительной сцене у героев всё устраивается и Джон танцует со своей супругой на кухне их дома.

## В ролях
| Актёр                 | Роль          |
| --------------------- | ------------- |
| Ричард Гир            | Джон Кларк    |
| Дженнифер Лопес       | Полина        |
| Сьюзан Сарандон       | Беверли Кларк |
| Лиза Энн Уолтер       | Бобби         |
| Стэнли Туччи          | Линк          |
| Анита Джиллет         | мисс Мици     |
| Бобби Каннавале       | Чик           |
| Омар Миллер           | Верн          |
| Тамара Хоуп           | Дженна Кларк  |
| Старк Сэндс           | Эван Кларк    |
| Ричард Дженкинс       | Дивайн        |
| Ник Кэннон            | Скотт         |
| Сара Лафлёр           | Кэролин       |
| Онали Эймс            | Диана         |
| Диана Сальваторе      | Тина          |
| Дафна Король          | Дафна         |
| Тони Доволани         | Слик Вилли    |
| Катя Виршилас         | девушка       |
| Дэвид Спэрроу         | Луи           |
| Мэтт Гордон           | Фрэнк         |
| Кэндис Смит           | Бетси         |
| Сандра Колдуэлл       | Элиза         |
| Мэйри Бэбб            |               |
| Энн Маргарет Клементс | пассажирка    |
| Карина Смирнофф       | танцовщица    |
| Джа Рул               | камео         |